# جبل نخرة

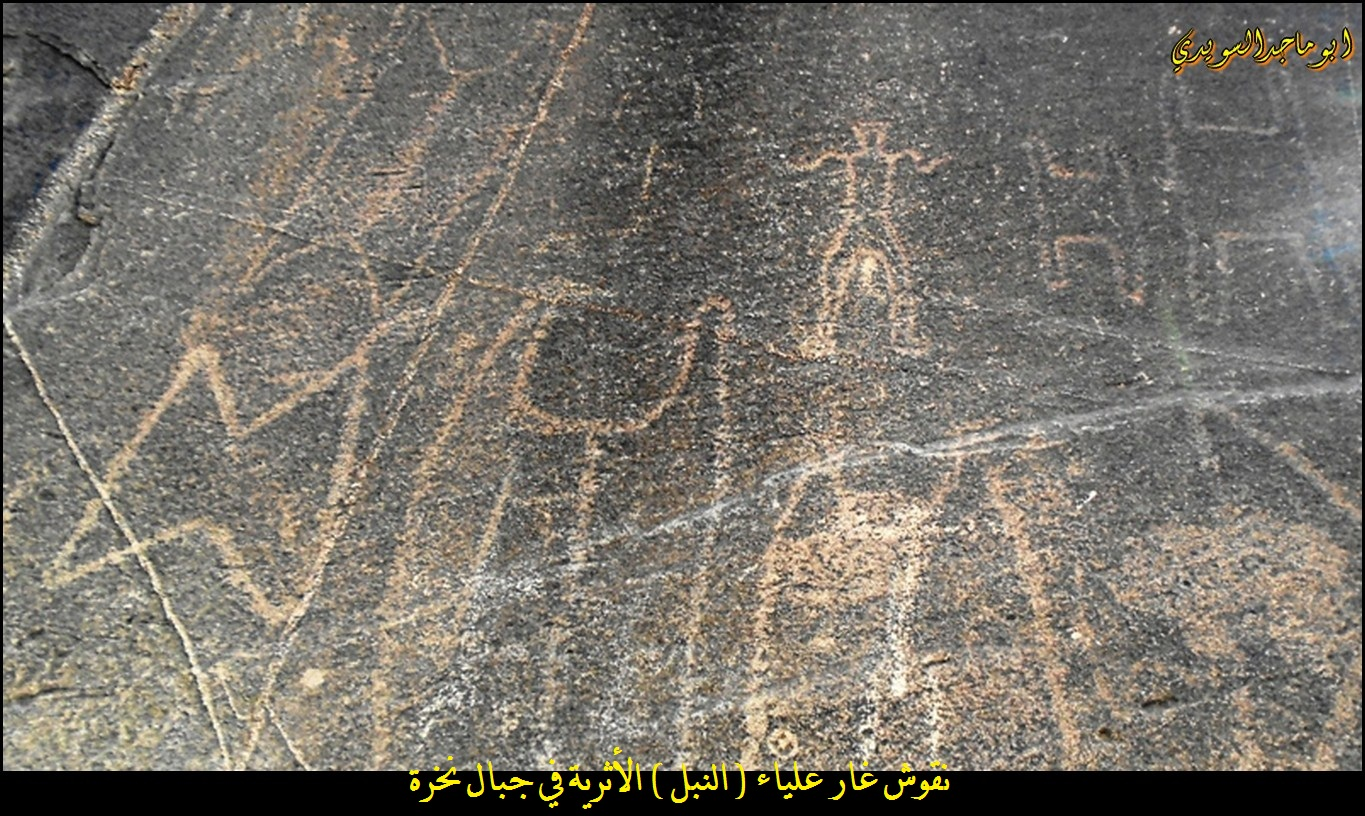
نقوش منحوتة في صخرة في جبل نخرة.

جبل نخرة هو أحد جبال تهامة منطقة الباحة ويقع اخر حدودها من الجهة الغربية ويقع في الرميضة غرب مدينة محافظة قلوة بمنطقة الباحة في المنطقة الجنوبية من المملكة العربية السعودية. وهو سلسة جبلية بمساحه60 كيلو متر تقريبا ويرتفع بأكثر متر100 قدم عن سطح البحر، ويتكون من عدة قمم وجبال متلاصقة بة وهي تلاع القلب قايم الطير والممتن الصراق رفاعة صعنب الغزال وغيرها الكثير.

## الحياة النباتية
ينبت فية اشجار السدر والسمر والسلم والبشام والسيال والعديد من أنواع الأشجار الأخرى
وينبت فية نبات المرعى والريحان والقطب والعديد من أنواع النباتات الأخرى

## الحياة الحيوانية
كانت تتواجد فية النمور وحاليا يوجد بة الذئاب والفهود والثعالب والضباع 
ومن الطيور الحجل والحمام والقطا والصفرد أي السمان

## الأثار
يوجد بة بعض الأبنية القديمة المتناثرة وكذالك نقوش يقال انها 
وكذالك مقابر قديمة جدا متفرقة في الجبل